# Ordine della Nazione (Giamaica)
L'Ordine della Nazione è un ordine cavalleresco della Giamaica.

## Storia
L'Ordine è stato fondato nel 1968. Nel 2002 ne sono stati insigniti tutti gli ex primi ministri della Giamaica.

## Classi
L'Ordine dispone dell'unica classe di Membro che dà diritto all'insignito e al coniuge al post nominale ON.

## Insegne
- Il nastro è rosso con sottili strisce verdi ai lati per il distintivo sul collo mentre è rosso con una striscia verde per parte per la medaglia.